# Lidewij Welten
Lidewij Welten, född den 16 juli 1990 i Eindhoven, Nederländerna, är en nederländsk landhockeyspelare.

## Karriär
Lidewij Welten tog OS-guld i damernas landhockeyturnering i samband med de olympiska landhockeytävlingarna 2008 i Peking. Hon tog OS-guld igen i samma gren i samband med de olympiska landhockeytävlingarna 2012 i London.
Vid de olympiska landhockeytävlingarna 2016 i Rio de Janeiro tog hon en silvermedalj efter förlust på straffar mot Storbritannien i finalen. I augusti 2021 vid OS i Tokyo tog Welten sitt tredje OS-guld efter att Nederländerna besegrat Argentina med 3–1 i finalen.